# Аджак
Аджак / Аяк (англ. Ajak) — вымышленный персонаж, созданный Джеком Кирби и появляющийся в американских комиксах издательства Marvel Comics. Впервые Аджак появился в выпуске «Вечные» №2 в августе 1976 года. Аджак является одним из Вечных, расы сверхлюдей во вселенной Marvel. Также персонаж состоял в Отряде Богов, часто представая перед читателями как героем, так и злодеем.
Сальма Хайек исполнила роль Аяк, женской версии персонажа, в фильме киновселенной Marvel «Вечные» (2021).

## История публикаций
Аджак был создан Джеком Кирби и впервые появился в выпуске «Вечные» №2 (август 1976 года). Впоследствии персонаж появлялся в этой серии комиксов в выпусках №3-4 (сентябрь–октябрь 1976 года), №7 (январь 1977 года) и №12 (июнь 1977 года).
Аджак впоследствии появился в «Ежегоднике Тора» №7 (1978 год) (в воспоминаниях, как Аджакс), в комиксах «Тор. Том 1» №284 (июнь 1979 года), №291 (январь 1980 года), №300–301 (октябрь–ноябрь 1980 года); «Битва чемпионов. Том 1» №1 (июнь 1982 года), «Ежегодник Железного человека» №6 (1983 год), «Мстители. Том 1» №248 (октябрь 1984 года), «Вечные: Фактор Ирода» (ноябрь 1991 года), «Мстители. Том 1» №361 (апрель 1993 года) и «Звёздный взрыв» № 1 (январь 1994 года).
Затем более десяти лет персонаж не появлялся в комиксах. В мини–серии «Вечные», написанной Нилом Гейманом Аджак ненадолго появился в выпусках №5–7 (декабрь 2006, январь 2007 и март 2007 годов). Он также появился в линейке «Невероятный Геркулес» №117–120 (июль–август 2008 года).
Аджак отмечен в «Официальном справочнике Вселенной Marvel» №1 и в специальном издании справочника №10.

## Вымышленная биография
Аджак — один из Полярных Вечных, группы почти бессмертных Вечных, чей форпост находился где-то в Уральских горах на территории современной России. В Вавилоне около 2,5 тыс. лет до н.э. Аджак был среди Вечных, которые столкнулись с Девиантами и их лидером, Военачальником Кро. Около 1200 года до н.э. Аджак и его брат Арекс работали в Греции, где были известны как Аджакс Большой и Аджакс Меньший, соответственно. Около 1000 года н.э. Аджак вступил в контакт с коренными жителями Южной Америки в районе современного Перу, где он принял облик бога инков Текумоцина и бога ацтеков Кетцалькоатля, используя передовые знания Вечных для помощи индейцам. Когда же Третье воинство Целестиалов, создавших Вечных и Девиантов, посетили Перу, Аджак выполнял роль переговорщика, передавая сообщения и предупреждение Целестиалов богам Земли. Вместе с Зурасом Аджак составил план отбытия Целестиалов с Земли. После этого Аджак вместе со своими Вечными-помощниками погрузился в анабиоз на территории империи инков высоко в Андах.
Через несколько столетий другой Вечный, Икарис, пробудил Аджака и его помощников как раз во время прибытия Четвёртого воинства Целестиалов на Землю. Аджак снова стал переговорщиком и подружился с археологом, доктором Дэниелом Дамианом, раскрыв ему многие секреты Города Космических Богов. Аджак вместе с доктором Дамианом попал в силовое поле, окружавшее место прибытия Четвёртого Воинства. Агенты «Щ.И.Т.а», превращённые Целестиалами в атомы после попытки побега, атаковали Аджака. Позже Вечный сражался с борцом инков. Но Целестиалы оставили Землю и улетели. Вскоре Аджак вместе с другими Вечными образовал Единый Разум, чтобы исследовать другие миры. В конце концов Аджак вернулся в Город Космических Богов. Но в его отсутствие Девианты убили дочь Дамиана, Марго. Доктор обвинил в произошедшем Вечных и Девиантов. Используя технологии Целестиалов, Дамиан превратил Аджака в монстра и послал его убить Дебору и Томаса Риттеров, потомков Кро и Тены. Дети были спасены, а Аджак вернулся к нормальной жизни. Но во время своей охоты Вечный убил несколько других детей во время своей охоты, их смерти и предательство Дамиана долго преследовали его. Аджак решил саморазрушиться, уничтожив при этом Дамиана.

### Секретное вторжение
В серии комиксов «Секретное вторжение» 2008 года Аджак покидает Вечных и присоединяется к «Отряду Богов» Геркулеса, чтобы сразиться с богами Скруллов. Это необходимо не только для защиты Земли, но и для лучшего понимания Скруллов, так как те являются подвидом Девиантов. Создателями и Вечных, и Девиантов являются Целестиалы, единственным связующим звеном с которыми является Маккари, способный общаться со Спящим Целестиалом. Считая Геркулеса плохим лидером команды, Аджак принимает командование на себя. Из-за отсутствия плана Снежная птица гибнет. Впоследствии сам Аджак погибает в столкновении с одним из Богов Скруллов, Кли’бном.

### Мятеж против Маккари
Возрождённый Аджак и другие Вечные продолжают миссию по пробуждению Вечных, которые из-за действий Спрайта больше не помнят, кто они на самом деле, и живут человеческой жизнью. Внутри Аджака растёт негодование по отношению к Маккари из-за того, что тот является избранным связующим со Спящим Целестиалом. В это же время Икарис и Друиг стремятся пробудить и обратить как можно больше «спящих» Вечных на свои стороны. В Перу Аджак находит Вечного, известного как Гильгамеш, заставляет его поверить, что Вечные, верные Икарису, на самом деле являются Девиантами. Аджак делает это не из верности Друигу, а из обиды на Маккари, состоящего в команде Икариса. Гильгамеш жестоко убивает Маккари, чему Друиг и Легба становятся свидетелями. Затем Аджак подходит к Маккари и сообщает Серси, что Друиг и его Вечные убили Маккари.
Иногда во время событий этой линейки комиксов Аджак помогает Вечным сражаться с Молодыми Богами, которые вернулись с корабля Целестиалов. В основном, Аджак наблюдает за битвой из Олимпии, упиваясь поражением Молодых Богов Маккари. Но перед неминуемой гибелью Маккари, Аджак решает вмешаться, полагая, что даже такой Вечный, как Маккари, заслуживает лучшего, чем смерть от рук «этих богохульников». Как известно, Аджак вновь стал наблюдать за Спящим Целестиалом.

### Смерть
Когда Последнее Воинство Целестиалов прибыло на Землю, Аджак вместе со всеми Вечными покончил с собой, осознав истинную цель, для которой они были созданы.

## Силы и способности
Аджак обладает стандартными для Вечного способностями: манипулирование космической энергией и полный контроль над собственным клеточным строением, бесконечная продолжительность жизни, регенерация клеток, сверхчеловеческая сила, способность к полёту, телепортации и энергетическим выстрелам.
В мини-серии «Вечные» было раскрыто, что Аджак обладает способностью общаться с Целестиалами при их приближении.

## Вне комиксов

### Киновселенная Marvel
- Сальма Хайек сыграла Аяк, женскую версию персонажа, в фильме киновселенной Marvel «Вечные» (2021)[17][18], режиссёром которого выступила Хлоя Чжао[19]. Эта версия персонажа – Верховная Вечная и разумное существо, запрограммированное Целестиалом Аришемом на уничтожение Девиантов, что по замыслу Целестиалов способствует распространению разумной жизни на выбранных «материнских» планетах, внутри которых находятся будущие Целестиалы. С 5 тысячелетия до н.э. Аяк на Земле вместе с другими Вечными оберегала человечество от Девиантов. В 2024 г. после обратного щелчка Земля готова к пробуждению Целестиала Тиамута, что приведёт к уничтожению планеты. Аяк встречается с Икарисом и просит помощи в поиске остальных Вечных. Но Икарис предаёт Аяк из-за верности идеям Аришема и отдаёт её на растерзание Девиантам. Перед смертью Аяк выбирает Серси в качестве новой Верховной Вечной.

### Телевидение
- Кирби Морроу[англ.] озвучил Аджака в анимационном сериале «Рыцари Marvel: Вечные»[20].